# Pre-Romeinse ijzertijd

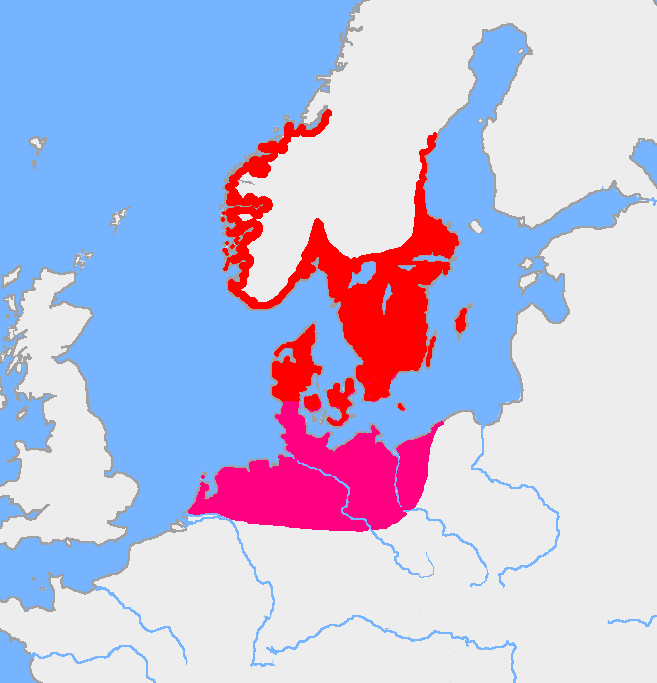
Pre-Romeinse ijzertijd

De pre-Romeinse ijzertijd (5e/4e eeuw v.Chr. - 1e eeuw AD) was het eerste deel van de ijzertijd in Scandinavië en de Noord-Europese Laagvlakte. Vondsten uit deze periode tonen nog niet de duidelijke Romeinse invloed zichtbaar in de meeste artefacten uit de eerste eeuwen na het begin van de jaartelling, de zogenaamde Romeinse ijzertijd. Dit toont dat delen van Noord-Europa in de vroege ijzertijd nog niet in contact waren gekomen met de Romeinen.
De late fase van deze periode zag de invasies van de Teutonen en Cimbren tot hun nederlaag in de Slag bij Aquae Sextiae in 102 v.Chr., wat de turbulente Romeinse ijzertijd en Grote Volksverhuizing inluidde.

## Taal
De dragers van de noordelijke ijzertijdculturen waren waarschijnlijk sprekers van Germaanse talen. Het ontwikkelingsstadium van dit Germaans is niet bekend, hoewel er wel Proto-Germaans is voorgesteld. 

## Ontstaan
in Centraal-Europa ontwikkelde zich onder Thraco-Cimmerische invloed de vroege-ijzertijd Hallstattcultuur (8e-6e eeuw v.Chr.) uit de Urnenveldencultuur van de late bronstijd (12e eeuw v.Chr). Deze werd opgevolgd door de La Tènecultuur (5e-1e eeuw v.Chr.) en de expansie van de Keltische volken. In Noord-Europa begon de ijzertijd pas in de 5e eeuw v.Chr. IJzerproducten waren in Scandinavië al in de late bronstijd bekend, maar het was een schaars geïmporteerd materiaal.
Omdat in Noord-Europa koper- en tinmijnen ontbraken moesten de grondstoffen voor de bronsproductie geïmporteerd worden. De oude barnsteenroutes tussen de mediterrane culturen en Noord-Europa werden aan het einde van de Noordse bronstijd verbroken, hetgeen in Scandinavië een snelle en diepe culturele verandering veroorzaakte. Het einde van de Noordse bronstijd ging ook gepaard met een veranderend klimaat, wat een dramatische verandering in de flora en fauna teweeg bracht. In Scandinavië wordt deze periode vanwege de schaarste aan archeologische vondsten vaak de "vondstenloze periode" genoemd. 
Nadat men van hun Midden-Europese buren de technieken voor het winnen, smelten en smeden van ijzer had geleerd, kon dit met lokale grondstoffen geproduceerd worden. De eerste uit moerasijzererts vervaardigde voorwerpen waren naalden en scherpe gereedschappen zoals zwaarden en sikkels. Het gebruik van ijzer in Scandinavië nam slechts langzaam toe. Moerasijzererts was alleen in het zuidwesten van Jutland overvloedig beschikbaar. Pas omstreeks 200-100 v.Chr. werden de ijzerbewerkingstechnieken algemeen beheerst en ontwikkelden zich in de grotere nederzettingen productieve smederijen. Archeologen hebben vanaf deze tijd zwaarden, schildknoppen, speerpunten, scharen, sikkels, tangen, messen, naalden, gespen, ketels enz. gevonden. Geïmporteerd brons werd nog steeds gebruikt, maar het was nu veel schaarser en werd vooral gebruikt voor siervoorwerpen als torques en ketels, waarvan de stijl zich vanaf de bronstijd niet had veranderd. 
Enkele van de meest prominente vondsten uit de pre-Romeinse ijzertijd in Noord-Europa zijn de Gundestrupketel, van Keltische oorsprong, en de Dejbjerg-wagens, twee vierwielige houten wagens met bronzen onderdelen, waarvan er één ook een Midden-Europese import was en de ander een lokaal product.
De begrafenispraktijken zetten de Urnenveldtraditie voort van crematie en het plaatsen van de overblijfselen in urnen.

## Uitbreiding naar het zuiden

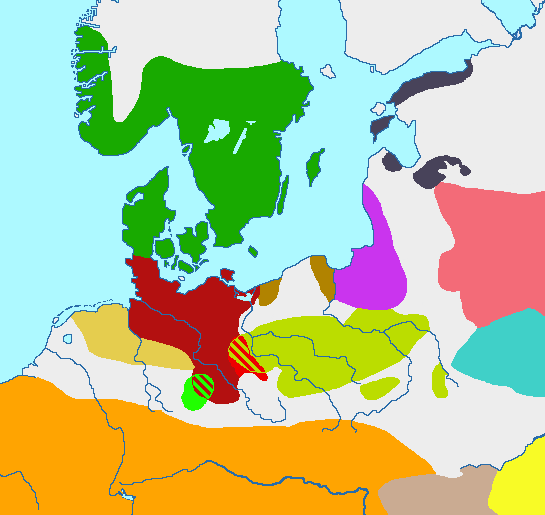
Late pre-Romeinse ijzertijd
Jastorfcultuur
Harpstedt-Nienburgcultuur
Oksywiecultuur
Przeworskcultuur
Kelten
Noordse ijzertijd
West-Baltische grafheuvelcultuur

Hoewel het bodemarchief in Scandinavië consistent is met een aanvankelijke door klimaatverandering veroorzaakte afname van de bevolking, breidde het zuidelijke deel van de pre-Romeinse ijzertijd zich in zuidelijke richting uit. De Jastorfcultuur weerspiegelt waarschijnlijk een, mogelijk oorlogszuchtige, beweging van Germaanse volkeren naar het zuiden. De ten zuidwesten van de Jastorfcultuur op de hogere zandgronden van Noordwest-Duitsland en Noord-Nederland gevonden Harpstedt-Nienburgcultuur wordt gezien als ontstaan uit de voor-Germaanse Elpcultuur, die door een kleine Germaanse elite van taal veranderde.

## Uitbreiding naar het oosten
Vanaf de 2e eeuw v.Chr. vindt men in Pommeren nederzettingen van de Oksywiecultuur in het gebied van de voor-Germaanse Pommerse gezichtsurnencultuur. Ten zuidwesten van de Oksywiecultuur ging de Pommerse gezichtsurnencultuur over in de Przeworskcultuur. Beide tonen een verwantschap met de Jastorfcultuur, en vertegenwoordigen waarschijnlijk oostwaartse migraties van uit historische bronnen bekende Oost-Germaanse volkeren als de Vandalen, Bastarnen en Lugiërs.